# Dorsey Burnette
Dorsey Burnette (Memphis, 28 december 1932 - Canoga Park (Californië), 19 augustus 1979) was een Amerikaanse country- en rockabilly-muzikant, gitarist en songwriter.

## Jeugd
Dorsey Burnette werd geboren als de oudste zoon (van twee) van Dorsey sr. en Willy Mae. Op 6-jarige leeftijd kreeg hij zijn eerste gitaar. Samen met zijn broer Johnny oefende hij onvermoeibaar. Echter zijn opvliegende karakter werkte niet in zijn voordeel, want hij werd vaak gearresteerd voor vechtpartijen en andere vergrijpen. Bij de Poplar Street Mission, waar hij vaak verbleef, ontmoette hij de latere rockabilly-muzikant Lee Denson, die ook bevriend was met Elvis Presley. Burnette ontdekte het boksen en wilde een carrière als bokser.
In 1949 ontmoette Burnette tijdens een bokstoernooi de gitarist Paul Burlison, die eveneens bokser was. Beiden hadden dezelfde interesses in de muziek en gingen samen spelen. Toen Burlison in 1951 werd opgeroepen voor de militaire dienstplicht, besloten de Burnette-broers om te gaan samenwerken. Samen traden ze op in de omgeving van Memphis en speelden ze in kleine bars en kroegen. In het midden van 1952, toen Paul Burlison terugkeerde uit militaire dienst, richtten ze samen The Rhythm Rangers op.

## Carrière
De band maakte haar eerste country-opnamen voor het kleine label Von Records. De plaat werd uitgegeven door Bill Bond en zijn zoon Eddie Bond, een latere rockabilly-muzikant. Na hun opname speelden ze voor bij Sam Phillips, de eigenaar van Sun Records in Memphis, maar werden afgewezen. De band, die slechts nog bestond uit de beide broers en Burlison, volgden het initiatief van hun jeugdvriend Elvis Presley, die zijn job bij Crown Electric ten gunste van zijn carrière had opgegeven en reisden naar New York. De band kreeg bij Coral Records een contract en nam voor de komende twee jaar op als The Rock'n'Roll Trio, maar de grote doorbraak lukte maar niet. Daardoor verliet Burnette de groep en keerde terug naar Memphis. Rond de jaarwisseling van 1956/1957 bracht Abbott Records twee singles uit, die echter flopten.
Burnette kreeg daar een aanbod van de Town Hall Party, de populairste country-show van de westkust van de Verenigde Staten, dat hij accepteerde. Hij verwierp daarvoor een ander aanbod van de Louisiana Hayride en verhuisde met zijn familie naar Californië. Broer Johnny voegde zich korte tijd later bij hem, want het Rock'n'Roll Trio was ontbonden. Burnette werkte doordeweeks en schreef in zijn vrije tijd songs. Nadat Ricky Nelson met Waitin' in School, een door Burnette geschreven titel, een hit had, werden de Burnette-broers gecontracteerd door Imperial Records. Dorsey had met Tall Oak Tree zijn enige hit en zijn broer Johnny had met enkele popsongs succes.
Burnette kon geen vervolg geven aan zijn succes. Tijdens de daaropvolgende jaren nam hij bij verschillende labels onbeduidende platen op. Alhoewel Burnette zich tijdens de jaren 1950 en vroege jaren 1960 had geconcentreerd op rockabilly en rock-'n-roll, richtte zich zijn stijl voortaan in de richting van de countrymuziek. Als songwriter was hij echter meer succesvol. Zijn composities werden opgenomen door meerdere artiesten, waaronder Jerry Lee Lewis, Waylon Jennings, Glen Campbell en Stevie Wonder.

## Privéleven en overlijden
In 1964 overleed Johnny Burnette bij een bootongeluk. Met dit verlies kwam Dorsey niet overweg en begon met het consumeren van overmatig veel alcohol en tabletten. De daaropvolgende 15 jaar trad hij op in kleine lokalen en publiceerde singles, die echter geen aandacht kregen.
In 1979 publiceerde Dorsey Burnette samen met Jimmy Bowen een plaat, maar overleed kort na het verschijnen van de single op 46-jarige leeftijd aan de gevolgen van een hartinfarct. Hij werd postuum opgenomen in de Rockabilly Hall of Fame. Burnettes zoon Billy werd ook muzikant.

## Discografie

### Singles
Abbott Records
- 1956: Let's Fall in Love / The Devil's Queen
- 1957: Jungle Magic / At a Distance

Surf Records
- 1957: Bertha Lou / Til the Law Says Stop

Imperial Records
- 1959: You Came as a Miracle / Try
- 1959: Lonely Train / Misery
- 1960: Way in the Middle of the Night / Your Love
- 1963: Circle Rock / House with a Tin Roof

Era Records
- 1960: Tall Oak Tree / Juarez Town
- 1960: Hey Little One / Big Rock Candy Mountain
- 1960: The Ghost of Billy Maloo / Red Roses
- 1960: This Hotel / The River and the Mountain
- 1961: Hard Rock Mine / Sin
- 1961: Great Shakin' Fever / That's Me Without You
- 1965: Wayward Wind / Suddenly, There's a Valley

Coral Records
- 1960: Blues Stay away from Me / Midnight Train (met Johnny Burnette)

Merri Records
- 1960: Lucy Darlin' / Black Roses

Dot Records
- 1961: Rainin' / A Full House
- 1961: Feminine Touch / Sad Boy
- 1962: Dying Amber / A Country Boy in the Army

Reprise Records
- 1962: The Castle in the Sky / The Boys Kept Hangin' Around
- 1962: I'm Watin' for Ya Baby / Darling Jane
- 1963: Foolish Pride / Four for Texas
- 1963: Hey Sue / It Don’t Take Much
- 1963: Invisible Chains / Pebbles
- 1963: Where's the Girl? / One of the Lucky
- 1963: Foolish Pride / Four for Texas

Mel-O-Dy Records
- 1964: Little Acorn / Cold, As Usual
- 1964: Jimmy Brown / Everybody's Angel
- 1964: Long Long Time Ago / Ever Since the World Began

Cee-Jam Records
- 1965: Bertha Lou / Keep a-Knockin'
- 1970: Bertha Lou / Til the Law Says Stop

Mercury Records
- 1965: In the Morning / To Remember

Tamila-Motown Records
- 1965: Jimmy Brown / Everybody's Angel

Smash Records
- 1966: In the Morning / To Remember
- 1966: If You Want to Love Somebody / Teach Me Little Children
- 1966: Tall Oak Tree / I Just Can't Be Tamed

Hickory Records
- 1966: Ain't That Just Fine / House That Jack Built

Lama Records
- 1967: Rolling Restless Stone / Back to Nature

Music Factory
- 1968: I'll Wake Away / Soon You've Got to Make It Alone

Liberty Records
- 1969: The Greatest Love / Thin Little Single Girl

Happy Tiger Records
- 1970: To Be a Man / Fly Away and Hurry Home
- 1970: Call Me Lonesome / One Lamp Sun

Condor Records
- 1970: Magnificent Sanctuary Band / Can't You See It Happening

Capitol Records
- 1971: New Orleans Woman / After the Long Ride Home
- 1971: Children of the Universe / Shelby County Penalty Farm
- 1972: In Spring / Same Old You Same Old Me
- 1972: I Just Couldn't Let Her Walk Away / Church Bells
- 1972: Lonely to Be Alone / Cry Mama
- 1973: I Let Another Good One Get Away / Take Your Weapons Lay Them Down
- 1973: Keep Out of My Dreams / Mama Mama
- 1973: Darling / Sweet Lovin' Woman
- 1973: Mr. Juke Box Sing a Lullaby / It Happens Everytime
- 1974: Bootleggers / Bob, A., The Playboys and Me
- 1974: Daddy Loves You Honey / True Love Means Forgiving
- 1974: Tangerine / What Ladies Can Do

Melodyland Records
- 1975: Molly / She's Feelin' Low
- 1975: Lyin' in Her Arms Again / Doggone the Dogs
- 1975: Ain't No Heartbreak / I Dreamed I Saw

Calliope Records
- 1977: Things I Treasured / One Morning
- 1977: Soon as I Touched Her / Dear Hearted Children

Elektra Records
- 1980: Here I Go Again / What Would It Profit Me
- 1980: B.J.Kick-A-Beaux / What Would It Profit Me

### Albums
- 1960: Tall Oak Tree
- 1963: Dorsey Burnette Sings
- 1969: Greatest Hits
- 1970: Dorsey Burnette
- 1972: Here and Now (Country)
- 1973: Dorsey Burnette (Country)
- 1977: Thing I Treasure
- 1977: This Is Dorsey Burnette
- 1979: Tall Oak Tree - Live 1973 / 1974
- 1980: Country Sound - City Sound
- 1980: Together Again (met Johnny Burnette)
- 1992: Great Shakin' Fever

- Biblioteca Nacional de España: XX1695506
- Bibliothèque nationale de France: cb14843253s (data)
- Gemeinsame Normdatei: 134796152
- International Standard Name Identifier: 0000 0000 5521 6432
- Library of Congress Control Number: n92093021
- MusicBrainz: fde67061-08ed-43d1-bd77-29b13095d9ee
- Virtual International Authority File: 61815946
- WorldCat: E39PBJkHtx69Hbkvph4bxXFtKd